# Cymbidium gaoligongense
Cymbidium gaoligongense är en orkidéart som beskrevs av Zhong Jian Liu och J.Yong Zhang. Cymbidium gaoligongense ingår i släktet Cymbidium, och familjen orkidéer. Inga underarter finns listade i Catalogue of Life.